# Melinit
Melinit ist die Bezeichnung für einen Sprengstoff, der zur Gruppe der Pikratpulver zählt.
Melinit besteht im Wesentlichen aus Pikrinsäure (rd. 95 %) sowie etwas Kollodiumgallerte. Er wurde im 19. Jahrhundert zur Füllung von Granaten verwendet, allerdings mit begrenztem Erfolg, da er zur Selbstentzündung neigt. Entwickelt wurde der Sprengstoff durch den französischen Chemiker Eugène Turpin, der ihn unter der Bezeichnung „D. R. P. Nr. 38734“ am 12. Januar 1886 zum Patent anmeldete.